# Deurali (Gorkha)
Deurali (nep. देउराली) – gaun wikas samiti w zachodniej części Nepalu w strefie Gandaki w dystrykcie Gorkha. Według nepalskiego spisu powszechnego z 2001 roku liczył on 1244 gospodarstw domowych i 5720 mieszkańców (3012 kobiet i 2708 mężczyzn).